# Anthony Lopes
Anthony Lopes (sinh ngày 1 tháng 10 năm 1990) là một cầu thủ bóng đá chuyên nghiệp người Bồ Đào Nha thi đấu ở vị trí thủ môn đang thi đấu cho câu lạc bộ Lyon tại Ligue 1 và đội tuyển quốc gia Bồ Đào Nha.
Gia nhập Lyon kể tử năm 10 tuổi, Lopes đã trải qua các cấp độ trẻ tại Lyon. Vào năm 2011, anh được gọi lên đội 1 và có trận ra mắt vào năm sau đó. Đến thời điểm hiện tại anh đã có hơn 400 lần ra sân cho câu lạc bộ, bao gồm cả trận chung kết Cúp Liên đoàn bóng đá Pháp 2014 và 2020. Vào năm 2020, phong độ cũng như sự chắc chắn của Lopes trong khung gỗ đã giúp cho Lyon lọt vào đến tận bán kết của UEFA Champions League. Những màn trình diễn tại giải đấu năm đó cũng đã giúp anh được chọn vào đội hình tiêu biểu của mùa giải do đội ngũ chuyên gia của UEFA bầu chọn.
Sinh ra ở Pháp, tuy nhiên Lopes lại đại diện cho Bồ Đào Nha tại cấp độ đội tuyển quốc gia, và đã có tổng cộng 36 lần khoác áo đội trẻ, trong đó có 11 lần cho đội dưới 21 tuổi. Anh ra mắt đội tuyển quốc gia vào tháng 3 năm 2015 và được chọn tham dự Euro 2016, World Cup 2018 và Euro 2020.

## Thống kê sự nghiệp

### Câu lạc bộ
Tính đến ngày 23 tháng 5 năm 2022
| Câu lạc bộ          | Mùa giải            | Giải đấu            | Vô địch quốc gia | Vô địch quốc gia | Cúp quốc gia | Cúp quốc gia | Cúp liên đoàn | Cúp liên đoàn | Châu Âu | Châu Âu | Khác | Khác | Tổng cộng | Tổng cộng |
|                     |                     |                     | Trận             | Bàn              | Trận         | Bàn          | Trận          | Bàn           | Trận    | Bàn     | Trận | Bàn  | Trận      | Bàn       |
| ------------------- | ------------------- | ------------------- | ---------------- | ---------------- | ------------ | ------------ | ------------- | ------------- | ------- | ------- | ---- | ---- | --------- | --------- |
| Lyon                | 2012–13             | Ligue 1             | 5                | 0                | 0            | 0            | 1             | 0             | 1       | 0       | —    | —    | 7         | 0         |
| Lyon                | 2013–14             | Ligue 1             | 32               | 0                | 0            | 0            | 4             | 0             | 13      | 0       | —    | —    | 49        | 0         |
| Lyon                | 2014–15             | Ligue 1             | 38               | 0                | 2            | 0            | 1             | 0             | 4       | 0       | —    | —    | 45        | 0         |
| Lyon                | 2015–16             | Ligue 1             | 37               | 0                | 3            | 0            | 0             | 0             | 6       | 0       | 1    | 0    | 47        | 0         |
| Lyon                | 2016–17             | Ligue 1             | 37               | 0                | 2            | 0            | 0             | 0             | 14      | 0       | 1    | 0    | 54        | 0         |
| Lyon                | 2017–18             | Ligue 1             | 34               | 0                | 4            | 0            | 0             | 0             | 10      | 0       | —    | —    | 48        | 0         |
| Lyon                | 2018–19             | Ligue 1             | 34               | 0                | 5            | 0            | 0             | 0             | 8       | 0       | —    | —    | 47        | 0         |
| Lyon                | 2019–20             | Ligue 1             | 26               | 0                | 4            | 0            | 1             | 0             | 10      | 0       | —    | —    | 41        | 0         |
| Lyon                | 2020–21             | Ligue 1             | 38               | 0                | 1            | 0            | —             | —             | —       | —       | —    | —    | 39        | 0         |
| Lyon                | 2021–22             | Ligue 1             | 34               | 0                | 0            | 0            | —             | —             | 8       | 0       | —    | —    | 42        | 0         |
| Lyon                | Tổng cộng           | Tổng cộng           | 315              | 0                | 21           | 0            | 7             | 0             | 74      | 0       | 2    | 0    | 419       | 0         |
| Tổng cộng sự nghiệp | Tổng cộng sự nghiệp | Tổng cộng sự nghiệp | 315              | 0                | 21           | 0            | 7             | 0             | 74      | 0       | 2    | 0    | 419       | 0         |

### Đội tuyển quốc gia
Tính đến ngày 1 tháng 7 năm 2022.
| 2015  | 2  | 0 |
| 2016  | 2  | 0 |
| 2017  | 1  | 0 |
| 2018  | 2  | 0 |
| 2020  | 3  | 0 |
| 2021  | 4  | 0 |
| Total | 14 | 0 |

## Danh hiệu

### Câu lạc bộ

#### Lyon
- Á quân Ligue 1: 2014-15, 2015-16
- Á quân Cúp Liên đoàn bóng đá Pháp: 2013-14, 2019-20

### Quốc tế

#### Bồ Đào Nha
- UEFA Euro: 2016